# Robert Azembski
Robert Azembski (ur. 4 maja 1964 w Warszawie) – polski dziennikarz, redaktor, publicysta.
Syn dziennikarza i reportażysty Mirosława Azembskiego (1923–1988). Ukończył teologię protestancką na Chrześcijańskiej Akademii Teologicznej w Warszawie (1987), Podyplomowe Studium Religioznawstwa Uniwersytetu Warszawskiego (1989) oraz Podyplomowe Studium Menedżerów Turystyki Szkoły Głównej Handlowej.

## Życiorys zawodowy
W latach 1989–1990 dziennikarz „Tygodnika Polskiego”. Od 1990 do 1992 r. dziennikarz, a następnie szef zespołu reporterów sejmowych Agencji Informacyjnej SIS (dawny Serwis Informacyjny „Solidarności”). W latach 1992–1994 dziennikarz odpowiedzialny za szeroko rozumianą tematykę finansową, a także inne aspekty życia gospodarczego w Redakcji Serwisów Prasowych BOSS Polskiej Agencji Prasowej. Od 1994 do 1995 dziennikarz „Rzeczpospolitej” odpowiedzialny za tematykę bankową. W latach 1995–1997 w miesięczniku „Home&Market” (w tym zastępca redaktora naczelnego i p.o. redaktora naczelnego od października 1997 r. do maja 1998 r.). W 1998 r. dziennikarz piszący o ubezpieczeniach, systemie emerytalnym i bankach w tygodniku „Gazeta Bankowa”. W latach 1998–2000 zastępca sekretarza redakcji i szef działu w miesięczniku „Businessman Magazine”, m.in. zastępca sekretarza redakcji, redaktor działu „finanse osobiste”, autor raportów o tematyce finansowej oraz współredaktor dodatków regionalnych. W latach 2000–2001 współtwórca (wraz z  Krzysztofem A. Kowalczykiem) i redaktor internetowego serwisu „Poradnik Finansowy Złotówka” (Zlotowka.pl) – jednego z pierwszych w polskim Internecie serwisów typu „personal finance”, powstałego jako niezależna inicjatywa, który w czerwcu 2000 r. wchodzi do firmy „The Mother Ship Poland Internet Holdings”, gdzie nastąpiła jego integracja z portalem internetowym Ahoj.pl. W latach 2001–2002 redaktor naczelny miesięcznika o finansach osobistych „Pieniądz”. Od listopada 2002 r. redaktor naczelny Miesięcznika Finansowego „Bank”.
Od października 2010 szef dodatków „Wprost o finansach”. Obecnie redaktor w portalu www.bs.net.pl.

## Zainteresowania pozazawodowe
Historia, religiologia. Członek Taoistycznego Stowarzyszenia TI-CHI (stopień: zaawansowany), Stowarzyszenia Dziennikarzy Polskich. i Stowarzyszenia Dziennikarzy RP. Współzałożyciel grupy literackiej Klub Tfurcuf w SF.